# Elbebrücke Tangermünde
Die Elbebrücke Tangermünde überführt in der Nähe von Tangermünde bei Elbkilometer 390,8 die Bundesstraße 188 von Stendal nach Rathenow. Die erste feste Elbquerung wurde 1933 errichtet, die zweite ist ein Bauwerk aus dem Jahr 2001 und mit einer Länge von 1435 m die größte Straßenbrücke Sachsen-Anhalts.

## Brücke von 1933
Die erste feste Elbquerung wurde in den Jahren 1931 bis 1933 errichtet. Sie lag ungefähr bei Elbkilometer 389 (52° 32′ 59″ N, 11° 59′ 4″ O) direkt vor den Toren der Stadt. Das 833 m lange Bauwerk hatte 24 Öffnungen und war eine kombinierte Straßen- und Eisenbahnbrücke. Neben der 6,0 m breiten Fahrbahn für die Reichsstraße 188 und einem 2,15 m breiten Gehweg überführte es auch eine Eisenbahnverbindung zwischen dem Bahnhof Tangermünde und der Kleinbahnstrecke Genthin–Schönhausen. Zur Halbierung der Brückenlänge wurde am östlichen Elbufer vor den bestehenden Deich ein neuer gesetzt.
Die stählerne Brücke von 1933 bestand im Westen aus einer dreifeldrigen Strombrücke mit Stützweiten von, beginnend am linkselbischen Ufer, 25,0 m im Randfeld, 115,08 m im Hauptfeld sowie 58,2 m in der Randöffnung. Zwei Vollwandträger in einem Abstand von 12,4 m und mit einer Höhe von 3,5 m waren die Haupttragelemente des Überbaus. Zwischen diesen war die Fahrbahnkonstruktion angeordnet. Die Hauptöffnung war als Stabbogenbrücke ausgebildet und wurde durch beidseitige 15 m hohe Bögen, an denen im Abstand von 9,59 m Hänger angeordnet waren, ausgesteift. An die Strombrücke schloss sich die Vorlandbrücke mit 21 Öffnungen an. Deren Überbau bestand in Längsrichtung aus sieben Dreifeldträgern mit Stützweiten von 33,95 m bei der ersten Öffnung, 30,0 m bei den folgenden 19 Feldern und 30,96 m im Endfeld. Haupttragelemente des Überbaus waren auch hier zwei Vollwandträger, allerdings nur 2,2 m hoch, bei einem Abstand von 11,1 m.
Die Strombrücke wurde am westlichen Elbufer montiert und bei einem Montagegewicht von 1070 t mit Hilfe einer Rollbahn und zweier Prahme eingeschwommen. Der Bau der östlich anschließenden Überbauten der Flutbrücken erfolgte durch einen fahrbaren Derrickkran.

### Zerstörung und Behelfsbrücke 1945 bis 1950

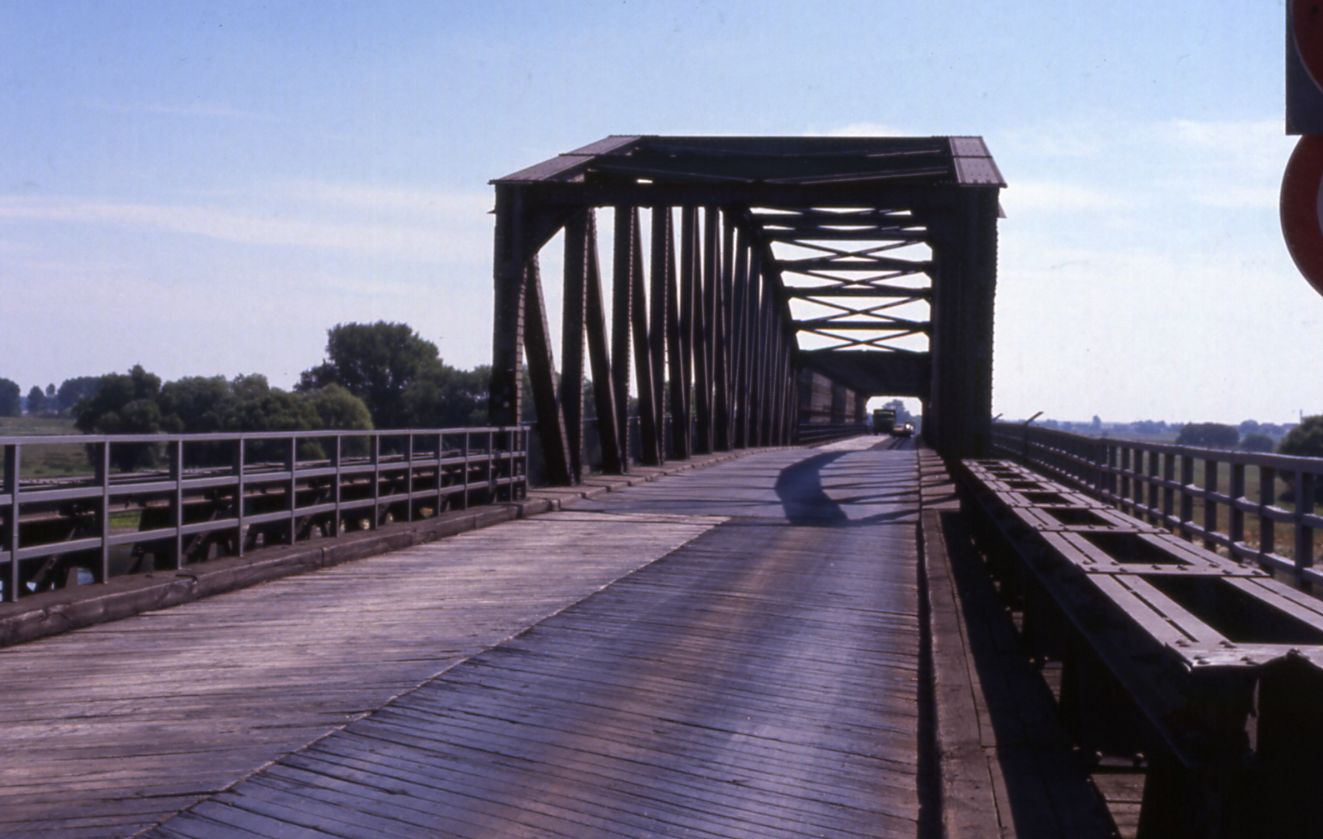
Alte Elbbrücke in Tangermünde mit Holzfahrbahn, 1990

Am 12. April 1945 wurden die Stromfelder der Brücke nach zwölf Jahren Nutzung durch die Wehrmacht gesprengt. Das sollte wahrscheinlich das Vorankommen der Alliierten verhindern, die am gleichen Tag Stendal und Tangermünde einnahmen. Trotzdem war die zerstörte Brücke bis Kriegsende ein wichtiger Übergang zur Flucht Richtung Westen. Sie konnte noch über einen schmalen Holzsteg, der auf den Trümmern der Brücke errichtet worden war, gequert werden. Unter anderem nutzten Einheiten der 12. Armee (Armee Wenck) mit Resten der 9. Armee auf ihrem Rückzug Richtung Westen die Brücke. Sie wollten nach der Niederlage im Kessel von Halbe nicht in sowjetische Kriegsgefangenschaft geraten.
Anschließend entstand für den zerstörten Brückenabschnitt 45 m stromaufwärts eine 460 m lange Behelfsbrücke aus Holz, die durch eine Verschwenkung an den verbliebenen, intakten Überbau angeschlossen war. Die 8,5 m breite Konstruktion hatte Stützweiten von 23,5 m, für die Schifffahrt gab es eine Öffnung mit 31 m lichter Weite.

### Wiederaufgebaute Brücke 1950 bis 2003
Im September 1950 war schließlich die alte Brücke wieder aufgebaut. Dazu wurde ein neuer Strompfeiler errichtet und die Stromöffnung mit einem halbparabelförmigen Fachwerkträger bei einer reduzierten lichten Weite von 65 m überbrückt. Der Fachwerkträger war der Überbau einer demontierten Brücke des Mittellandkanals. Die restlichen neu aufgebauten Felder überspannten Pionierbrückengeräte. Bis zum 20. Juni 2001 war das Bauwerk in Betrieb, im März 2003 wurde die Brücke mit einer Masse von 2300 Tonnen Stahl zurückgebaut.

## Brücke von 2001
Die neue Brücke wurde in den Jahren 1997 bis 2001 bei Baukosten von 27 Millionen Euro etwa 1,7 km nördlich der alten errichtet. Das Bauwerk überspannt mit zwei Fahrstreifen und einem kombinierten Geh- und Radweg in einem Winkel von 85 gon die Elbe und das eingedeichte Vorland. Der Brückenzug besteht aus einer 1090 m langen 22-feldrigen Vorlandbrücke am östlichen Elbeufer, der Strombrücke, einer Stabbogenbrücke mit 185 m Stützweite und der 160 m langen 3-feldrigen Vorlandbrücke am westlichen Elbeufer.

### Vorlandbrücken
Die Vorlandbrücken sind Spannbetonkonstruktionen mit einem Überbau, der in Längsrichtung den Durchlaufträger als Bauwerkssystem hat. In Querrichtung besitzt der Überbau einen einzelligen Hohlkastenquerschnitt mit einer 15,1 m breiten Fahrbahnplatte und schrägen Stegen. Die Konstruktionshöhe beträgt 2,5 m in den ersten 19 Feldern der östlichen Vorlandbrücke und wächst in den drei folgenden längeren Feldern auf 3,0 m. Auch die westliche Vorlandbrücke hat eine Konstruktionshöhe von 3,0 m. Die Vorspannung besteht in Längs- und Querrichtung aus internen Spanngliedern. Die Stützweiten betragen bei der Vorlandbrücke-Ost im Endfeld 44,0 m, in den folgenden 19 Öffnungen 49,0 m, 55,0 m sowie vor der Strombrücke 60,0 m. Bei der Vorlandbrücke-West sind es nach der Strombrücke wiederum 60,0 m, dann 51,0 m und im Randfeld 49,0 m.
Die 23 Vorlandbrückenpfeiler besitzen am Pfeilerkopf einen ellipsenförmigen Vollquerschnitt mit einer Breite von 6,7 m und einer Dicke von 2,7 m. Im unteren Bereich ist die Pfeilerdicke mit 2,0 m konstant und weist in der Breite einen Anzug von 17,5:1 auf. Gegründet sind die Pfeiler auf Ortbeton-Rammpfählen mit 61 cm Durchmesser und Längen zwischen 6 m und 24 m.

### Strombrücke
Über dem Elbestrom ist eine stählerne Stabbogenbrücke mit einer Stützweite von 185 m angeordnet. Die Bögen sind in ihrer Ebene 10° gegen die Vertikale geneigt und haben eine Scheitelhöhe von 28 m. Im Scheitel besitzen die Stahlbögen, geschweißte Kastenprofile mit 1,2 m Breite und Höhe, einen Achsabstand von zirka 8,0 m. Sie sind über 12 Querriegel aus Rundrohrprofilen miteinander verbunden. Über die Bögen werden die beiden 3,15 m hohen Versteifungsträger mit 14 Hängern auf jeder Brückenseite, die aus Rundstahlprofilen mit maximal 130 mm Durchmesser bestehen, abgetragen. Die 30 cm dicke Fahrbahnplatte ist als Verbundkonstruktion mit den 1,8 m hohen Querträgern, die in einem Abstand von 3,9 m liegen, verbunden.
Die 15,5 m hohen Strompfeiler haben unten einen kreisförmigen Hohlquerschnitt mit 8 m Durchmesser und weiten sich nach oben in Form eines Knochen auf eine Breite von 23 m auf. Die Wandstärke beträgt 1,5 m, der Hohlraum wurde mit Magerbeton verfüllt. Gegründet sind die Pfeiler ebenfalls auf Ortbeton-Rammpfählen mit 61 cm Durchmesser.

### Bauausführung
Die östliche Spannbetonbrücke wurde mit einer Vorschubrüstung hergestellt, die westliche auf einem Lehrgerüst. Die Stabbogenbrücke wurde in Teilen angeliefert und auf der Trasse hinter dem westlichen Widerlager montiert. Mit Hilfe von je vier Schwerlast-Plattformwagen an den Enden der Brücken, von denen die vorderen vier Stück auf einen Ponton rollten, erfolgte das Einschwimmen der Brücke.
Für die Brücke wurden 1.850 t Baustahl, 20.000 m³ Beton, 7.160 lfd. Meter Ortbeton-Rammpfähle sowie 1.910 t Betonstahl und 680 t Spannstahl verbaut.